# Olympische Sommerspiele 1956/Teilnehmer (Nigeria)
| Gelbes Symbol für Goldmedaillen mit stilisierten Olympischen Ringen | Graues Symbol für Silbermedaillen mit stilisierten Olympischen Ringen | Braundes Symbol für Bronzemedaillen mit stilisierten Olympischen Ringen |
| ------------------------------------------------------------------- | --------------------------------------------------------------------- | ----------------------------------------------------------------------- |
| —                                                                   | —                                                                     | —                                                                       |

Nigeria nahm an den Olympischen Sommerspielen 1956 im australischen Melbourne mit einer Delegation von zehn Sportlern in einer Sportart an sechs Wettkämpfen teil.
Nach 1952 war es die zweite Teilnahme Nigerias bei Olympischen Sommerspielen.

## Teilnehmer nach Sportarten
Jüngster Athlet war mit 23 Jahren und 16 Tagen der Sprinter Abdul Amu, ältester Athlet war der Weitspringer Karim Olowu (32 Jahre und 171 Tage).

### Leichtathletik

#### 100 m
- Edward Ajado
1. Runde: im 11. Lauf (Rang 1) für das Viertelfinale qualifiziert, 10,8 Sekunden (handgestoppt), 11,01 Sekunden (automatisch gestoppt)
Viertelfinale: ausgeschieden im 3. Lauf (Rang 5), 10,9 Sekunden (handgestoppt), 11,02 Sekunden (automatisch gestoppt)

- Titus Erinle
1. Runde: ausgeschieden im 2. Lauf (Rang 3), 10,9 Sekunden (handgestoppt), 11,09 Sekunden (automatisch gestoppt)

- Thomas Obi
1. Rund: ausgeschieden im 7. Lauf (Rang 5), 11,0 Sekunden (handgestoppt), 11,10 Sekunden (automatisch gestoppt)

#### 4 × 100 Meter Staffel
- Edward Ajado, Abdul Amu, Titus Erinle und Rafiu Oluwa
Runde eins: ausgeschieden im 4. Lauf, 47,3 Sekunden (handgestoppt), 47,39 Sekunden (automatisch gestoppt), disqualifiziert

#### 400 m
- Abdul Amu
1. Runde: ausgeschieden im 3. Lauf (Rang 5), 49,4 Sekunden (handgestoppt), 49,57 Sekunden (automatisch gestoppt)

#### Dreisprung
- Paul Bamela Engo
Qualifikationsrunde: 14,81 Meter, für das Finale qualifiziert
Versuch eins: 14,81 Meter
Versuch zwei: ausgelassen
Versuch drei: ausgelassen
Finale: 15,03 Meter, Rang 17
Versuch eins: 14,98 Meter
Versuch zwei: 15,03 Meter
Versuch drei: 14,87 Meter

- Peter Esiri
Qualifikationsrunde: 14,93 Meter, Rang 16, für das Finale qualifiziert
Versuch eins: 14,93 Meter
Versuch zwei: ausgelassen
Versuch drei: ausgelassen
Finalrunde: keine gültige Weite, Rang 22
Versuch eins: ungültig
Versuch zwei: ungültig
Versuch drei: ausgelassen

#### Hochsprung
- Julius Chigbolu
Qualifikationsrunde: 1,92 Meter, Rang 4, für das Finale qualifiziert
1,70 Meter: gültig, ohne Fehlversuch
1,78 Meter: ausgelassen
1,82 Meter: gültig, ohne Fehlversuch
1,88 Meter: ausgelassen
1,92 Meter: gültig, ohne Fehlversuch
Finalrunde: 2,00 Meter, Rang 9
1,80 Meter: ausgelassen
1,86 Meter: gültig, ein Fehlversuch
1,92 Meter: gültig, zwei Fehlversuche
1,96 Meter: gültig, ein Fehlversuch
2,00 Meter: gültig, ohne Fehlversuch
2,03 Meter: ungültig, drei Fehlversuche

- Vincent Gabriel
Qualifikationsrunde: 1,92 Meter, Rang 22, für das Finale qualifiziert
1,70 Meter: gültig, ohne Fehlversuch
1,78 Meter: ausgelassen
1,82 Meter: ausgelassen
1,88 Meter: gültig, zwei Fehlversuche
1,92 Meter: gültig, ein Fehlversuch
Finalrunde: 1,92 Meter, Rang 19
1,80 Meter: gültig, ohne Fehlversuch
1,86 Meter: gültig, ohne Fehlversuch
1,92 Meter: gültig, zwei Fehlversuche
1,96 Meter: ungültig, drei Fehlversuche

#### Weitsprung
- Karim Olowu
Qualifikationsrunde: 7,29 Meter, Rang 10, für das Finale qualifiziert
Versuch eins: 7,05 Meter
Versuch zwei: 7,29 Meter
Versuch drei: ausgelassen
Finalrunde: 7,36 Meter, Rang 5
Versuch eins: 7,28 Meter
Versuch zwei: 6,77 Meter
Versuch drei: 7,36 Meter
Versuch vier: 6,42 Meter
Versuch fünf: ungültig
Versuch sechs: 6,91 Meter

- Rafiu Oluwa
Qualifikationsrunde: 6,53 Meter, Rang 29
Versuch eins: ungültig
Versuch zwei: 6,53 Meter
Versuch drei: ungültig